# Deutsch-Griffen
Deutsch-Griffen (tiếng Slovene: Slovenj Grebinj) là một đô thị thuộc huyện Sankt Veit an der Glan trong bang Kärnten trong nước Áo. Đô thị Deutsch-Griffen có diện tích 71,41 km², dân số thời điểm năm 2005 là 981 người.